# 成瀨理沙
成瀨理沙（1993年8月13日— ）是日本偶像，7人組偶像組合なないろファンタジー的成員。埼玉縣出身。エムズ・ファクトリー所屬。女子團體AKB48Team K前成員，亦是日本的前AV女優，曾化名「逢坂春菜」拍攝成人影片。其丈夫是搞笑藝人竹內學。

## 來歴
- 2007年5月27日參加AKB48第一回研究生（4期生）合格。
- 2008年3月24日播放的「ON8」（ベイエフエム）由研究生昇格到舊Team K發表。
- 2009年4月8日的公式部落格，椎間盤突出症的治療中止活動發表。暫時是恢復也無法作激烈的運動情況仍然繼續，於2009年5月24日畢業。
- 2009年8月23日的「讀賣新聞創刊135周年記念演唱會 AKB104選抜成員組閣祭」的早上公演，同日與佐伯畢業，8月26日SKE48畢業的高井つき奈共同舉行畢業式。
- 2010年8月15日，原宿天文館的「GIRLs-RockPop stadium」活動再開。
- 2013年10月，她將藝名改為「逢坂春菜」，並從MUTEKI開始了她的AV出道。2014 年轉移IdeaPocket，2015 年轉移SOD Create和獨家目的地。從 2017 年開始成為OPPAI的專屬。出道時胸圍是D罩杯，2017年是G罩杯。2017年退休一次。2019年5月，她宣布以AV女優身份回歸，但在2019年7月，她離開了她的辦公室T-POWERS。從現在開始，她將作為「成瀬理沙」身份開始活動。

## AKB48在籍時的劇場公演小組曲
向日葵组 1st Stage「我的太阳」公演
1. 向日葵

※秋元才加的後備。
向日葵组 2nd Stage「不要让梦想死去」公演
1. Confession

※秋元才加的後備。但是，一部份演出也有與秋元同時出演的場合。
TeamB 2nd Stage 「想見你」公演
1. 淚之湘南
2. 里約的革命

※浦野一美的Under
TeamK 4th Stage「最终钟声鸣响」公演
1. 再戰

teamB 3rd Stage「睡衣兜风」公演
1. 鏡中的聖女貞德

※指原莉乃（瓜屋茜不在時）的Under
TeamB 4th Stage「偶像的黎明」公演
※柏木由紀的全員曲Under
TeamK 5th Stage「引体后空翻」公演
1. 愛之色

※中止活動期間，沒有出演過

## 出演

### TV
- AKB0時59分!（2008年6月30日 - 7月21日、日本電視台）
- すイエんサー（2009年4月21日・5月12日、NHK教育）

### 電台
- AKB48 明日までもうちょっと。（2009年2月2日、文化放送）

### 演唱會
- 大概會出演唱會DVD、不過現場看機會有限！AKB48夏日祭！（2008年8月23日、日比谷野外大音樂堂）
- AKB48 難道說、這場演唱會的音源不會流出嗎？ （2008年11月23日、NHKホール）
- 忘年感謝祭 來洗牌吧、AKB! SKE也請多關照吧（2008年12月20日、JCBホール）
- AKB48 重溫時間 最佳曲目100 2009（2009年1月18日 - 21日、SHIBUYA-AX）
- 「神公演予定」～因諸多因素、也有可能無法成為神公演、望體諒（2009年4月25日・26日、NHKホール）
- AKB48 重溫時間 最佳曲目 2010 with アメーバピグ（2010年1月23日、SHIBUYA-AX）

## 備注
1. ↑  個人部落格是神奈川縣厚木市出身。

## 外部連結
- なるるのぱられるわ-るど｡ （页面存档备份，存于） - 本人個人部落格